# Ванта
Ванта (фин. Vantaa; швед. Vanda) је град у Финској у округу Уусимаа. Према процени из 2006. у граду је живело 189.711 становника. Ванта је четврти град по броју становника у Финској. Граничи се са Хелсинкијем и Еспом. Највећи аеродром у Финској Хелсинки-Ванта аеродром смештен је у Ванти. Научни центар Хеурека је ту смештен. Градски музеј се налази крај железничке станице, а сам је смештен у најстаријој згради железничке станице у Финској, коју је дизајнирао Карл Алберт Еделфелт.
Први записи о граду су из 1351. када је шведски краљ Магнус II од Шведске доделио естонском манастиру права да лови лососе на реци Ванта. У једној трговини у Ванти је 2002. експлодирала бомба. Страдало је седморо људи, укључујући и студента хемије, који је направио бомбу. Ванта је позната као место рођења чувеног финског возача формуле 1 Мике Хакинена.

## Становништво
Према процени, у граду је 2006. живело 189.711 становника.
| 1990.   | 2000.   |
| ------- | ------- |
| 154.933 | 178.471 |

## Партнерски градови
- Ашим
- Франкфурт на Одри
- Huddinge Municipality
- Ђинан
- Кинешма
- Млада Болеслав
- Нук
- Шалготарјан
- Seyðisfjörður
- Слупск
- Раштат
- Виндхук
- Lyngby-Taarbæk Municipality